# Culture nauruane
La culture nauruane est à l'origine océanienne mais est très fortement marquée par l'occidentalisation de la société de l'île de Nauru qui accompagna sa colonisation puis son indépendance.

## Mœurs
Avant la colonisation de leur île et l'occidentalisation de leur société, les Nauruans étaient un peuple polygame organisé en une société tribale et matrilinéaire,. Ils ne se tatouaient pas comme c'était l'usage dans d'autres îles de l'océan Pacifique, portaient des pagnes de feuille de cocotier (les ridis), se frictionnaient le corps avec de l'huile de noix de coco et pratiquaient des danses qui furent jugées trop sexuelles par les Européens. Avec l'arrivée des Européens, ces usages disparaissent peu à peu par abandon et adoption des vêtements et du mariage chrétien.
Peuple pacifique, les Nauruans avaient un grand respect et de l'estime pour les premiers Européens qui prirent contact avec eux à la découverte de l'île en 1798 puis à partir de 1830 lorsque les premiers Européens s'y établissent. Les Nauruans avaient aussi la notion du commerce en troquant le coprah, produit de grande valeur dans l'océan Pacifique, contre des armes, du tabac, des outils, de l'alcool avant d'introduire l'argent dans leurs échanges avec les navires marchands au XIXe siècle. Néanmoins, le contact avec les Européens à se révéla néfaste pour les Nauruans lorsque ceux-ci commencèrent à régler les conflits par la violence plutôt que par la voie pacifique comme c'était de coutume.
À partir de la fin de la Seconde Guerre mondiale, les Nauruans s'impliquèrent dans la vie politique et économique de leur île ce qui déboucha sur l'indépendance de Nauru le 31 janvier 1968. La hausse de leur niveau de vie qui suivit leur permit d'être totalement occidentalisés.
Il existe à Nauru une communauté étrangère de Chinois, Gilbertins, Marshallais et Caroliniens et formant les travailleurs de la RONPHOS et leurs descendants. Cette communauté est logée dans un quartier spécialement construit pour eux nommé localement the Location et situé dans les districts de Denigomodu et Nibok.

## Art de la guerre
Comme chez ses voisins des Kiribati, on trouve à Nauru des armures en fibre de coco et des armes aux dents de requin.

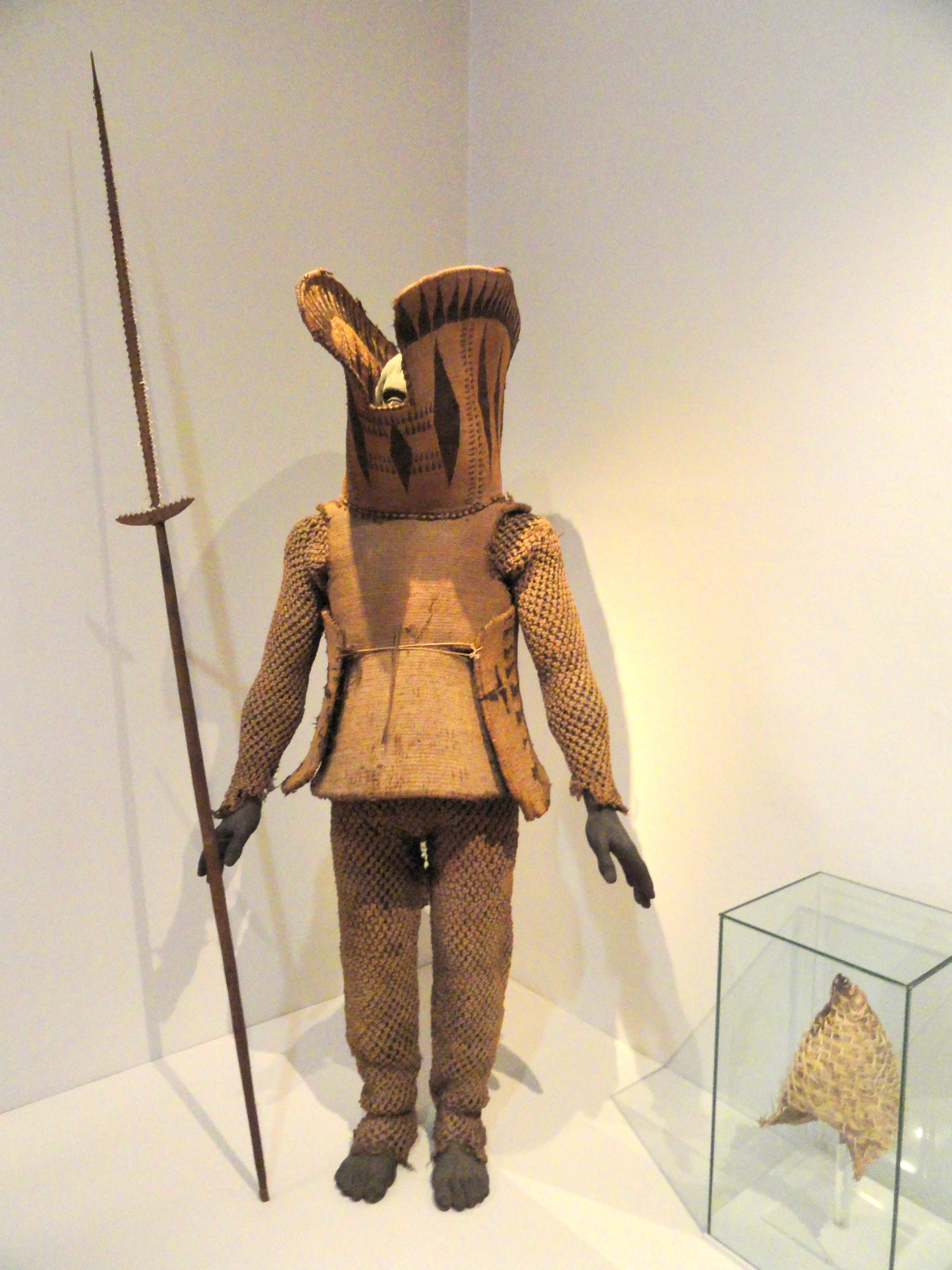
Armure en fibre de coco (Musée national d'ethnologie de Munich)
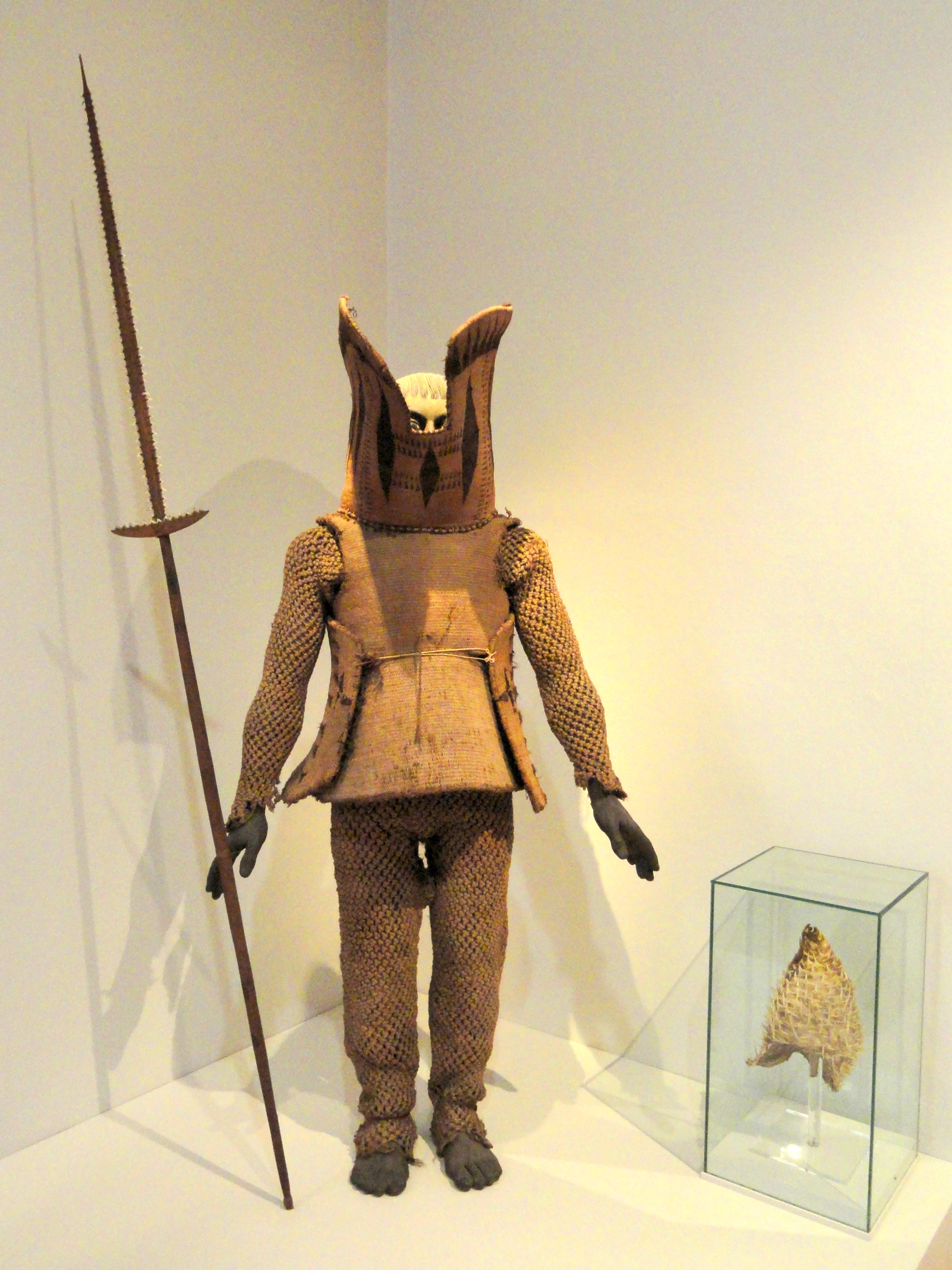
Armure en fibre de coco (Musée national d'ethnologie de Munich)

## Loisirs

### Sport
Un des sports les plus pratiqués à Nauru est le football australien. À noter que Nauru possède aussi une équipe nationale de football reconnue ni par la FIFA, ni par l'OFC. Cette équipe nationale n'a joué qu'un match officiel dans son histoire, un match contre l'équipe nationale des Salomon que Nauru gagna 2-1 au Stade Meneng de Nauru.

## Alimentation
Avant la colonisation de l'île, les Nauruans vivent de la culture des cocotiers, bananiers, pandanus et takamakas via la méthode du brûlis et élèvent des porcs,. Afin de faire face aux sécheresses provoquées par La Niña, ils font des réserves de noix de coco sous forme de coprah. Le lait de coco est fermenté pour produire une boisson alcoolisée amère. Les Nauruans pratiquent aussi la pisciculture pendant des centaines d'années, capturant des poissons-lait dans le lagon et les relâchant dans la lagune Buada, un lac du centre de l'île, et dans une lagune d'Anabar.
Avec l'occidentalisation de la société nauruane à la fin du XIXe siècle, certaines habitudes alimentaires changent : l'alcool est interdit par les autorités coloniales et de nouveaux aliments comme le pain, le riz, le sucre, les conserves de saumon, les biscuits et la farine sont de plus en plus utilisés. À partir de l'indépendance, la hausse du niveau de vie permet aux Nauruans de se fournir en aliments industriels, tabac et boissons sucrées ou alcoolisées.

## Scoutisme
Le scoutisme est assez actif à Nauru mais il est peu connu du fait de sa non appartenance à l'Organisation mondiale du mouvement scout.

## Fêtes nationales et symboles
| Date         | Nom                     | Remarques                                                       |
| ------------ | ----------------------- | --------------------------------------------------------------- |
| 1er janvier  | Jour de l'an            |                                                                 |
| 31 janvier   | Fête de l'indépendance  | Anniversaire de l'indépendance obtenue en 1968                  |
| mars/avril   | Pâques                  | Ainsi que le Vendredi saint et le Lundi de Pâques               |
| 17 mai       | Jour de la Constitution | Anniversaire de la Constitution écrite en 1968                  |
| 25 septembre | National Youth Day      |                                                                 |
| 26 octobre   | Angam Day               | Anniversaire du premier dépassement du seuil de 1 500 habitants |
| 25 décembre  | Noël                    |                                                                 |
| 26 décembre  | Boxing Day              |                                                                 |